# ボーミア (小惑星)
ボーミア (1141 Bohmia) は、小惑星帯の小さな小惑星。1930年1月4日にマックス・ヴォルフがハイデルベルクのケーニッヒシュトゥール天文台で発見し、同天文台に反射望遠鏡を寄贈したボーム＝ヴァルツ夫人に因んで名付けられた。